# Chapuis-Villa

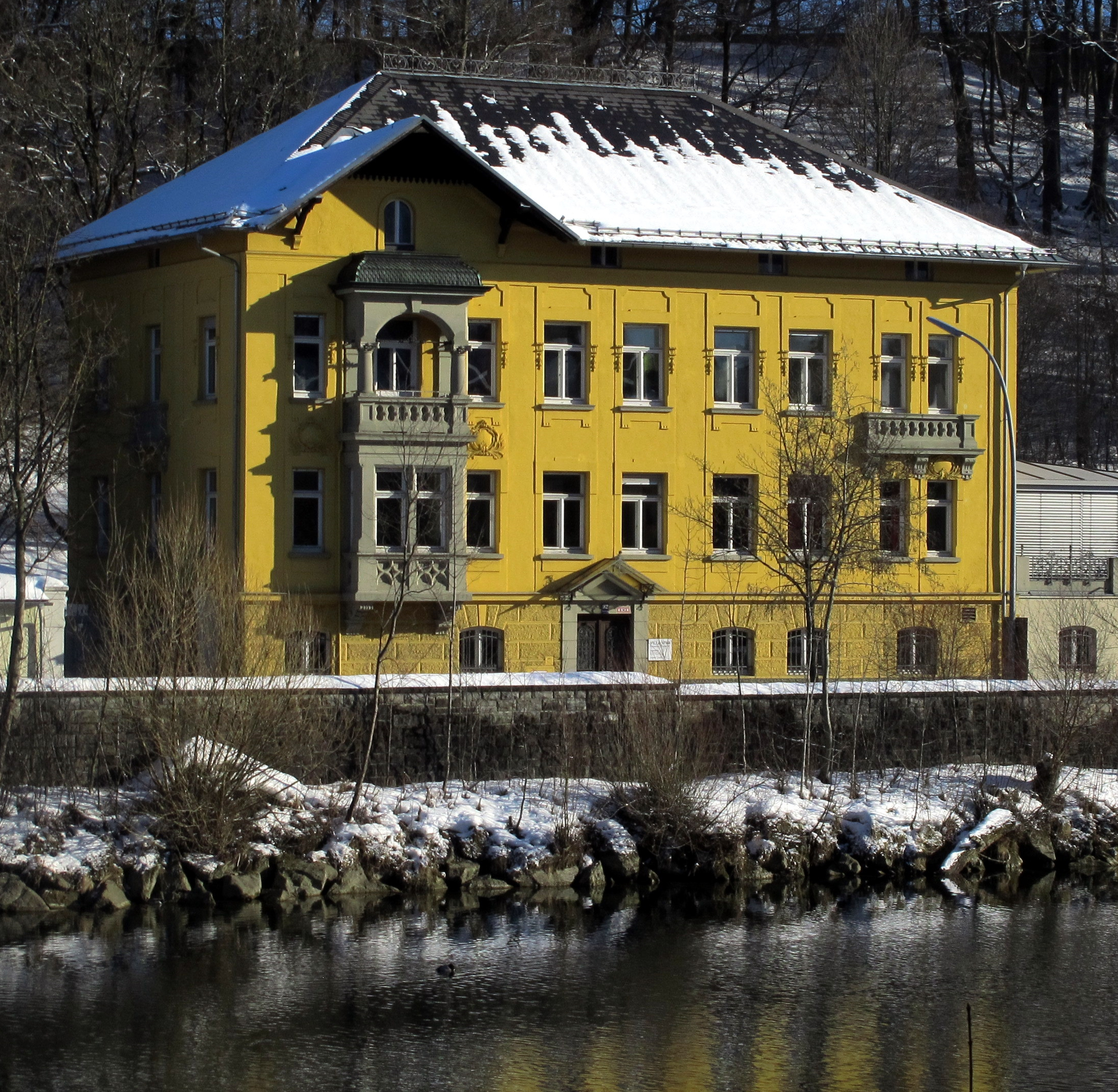
Die Chapuis-Villa an der Füssener Straße

Die Chapuis-Villa ist eine denkmalgeschützte Vorstadtvilla mit einem kleinen Park in der Illervorstadt, einem historischen Stadtteil der am Fluss Iller liegenden kreisfreien Stadt Kempten im Allgäu. Das Stadtzentrum befindet sich auf der anderen Flussseite.

## Chapuis-Villa
Bei der Chapuis-Villa mit der Anschrift Füssener Straße 90 handelt es sich um einen großen dreigeschossigen Bau mit einem flachen Walmdach und asymmetrischem Quergiebel. Die Fassade trägt eine barockisierende Putzgliederung mit ockergelber Farbe. Der Balkonerker zur Straßenseite hat Hausteindetails. Die Villa wurde im Jahr 1897 erbaut.
Die Chapuis-Villa diente für das gesamte Allgäu als einzige therapeutische Tagesstätte für Schädel- und Hirnverletzte. Die Tagesstätte wurde Villa Viva genannt, was so viel wie Villa Leben bedeutet.
Im Dezember 2020 wurde dem Gebäude eine neue Aufgabe zuteil, es beherbergt den zweiten von der Stadt selbst betriebenen Kindergarten. Die Eröffnung des 'Kindergartens Chapuis-Villa' ist Teil der Kita-Offensive der Stadt Kempten.

## Objekte im Chapuis-Park
Der kleine Stall auf dem Gelände besitzt im Erdgeschoss einen Blankziegelbau mit einem daraufgesetzten Fachwerkkniestock aus der Zeit um 1880/90. Des Weiteren ist innerhalb der Umfassungsmauer ein Waschhaus gelegen. Dieses wird durch einen eingeschossigen Putzbau mit Kniestock gebildet. Das Nebengebäude, ein eingeschossiger Satteldachbau mit spitzbogigen Fensterformen, stammt etwa aus dem Jahr 1870.
Die Garten- und Parkanlage ist im späten 19. Jahrhundert gestaltet worden. In dieser Anlage steht ein hölzerner Gartenpavillon. Dieser Ständerbau ist mit üppigen Ziersägearbeiten geschmückt. Vor der Villa befindet sich ein gusseiserner Brunnen mit der Bezeichnung 1862. Die Südostecke der Umfassungsmauer bildet ein als Chapuistürmchen bezeichneter Eckturm. Dieser Turm wurde aus Steinen der mittelalterlichen Stadtmauer im Jahr 1842 im neogotischen Stil errichtet. Entlang der Umfassungsmauer ist im 19. Jahrhundert ein Laubengang aus Holz angelegt worden.